# لوفت
مجموعة لوفت للصناعات الثقيلة (تُنطق «لوفت») كانت عبارة عن مجموعة قراصنة أو مخترقين الذين نشطوا بين عامي 1992 و 2000، ومقرها في مدينة بوسطن، بولاية ماساتشوستس.وكانت مجموعة لآ0فت واحدة من أوائل ورش العمل للقراصنة القابلة للاستمرار أو القابلة للحياة في الولايات المتحدة، وكانت رائدة في الإفصاح المسؤول (عن الثغرات الأمنية)،  وقد اشتهرت المجموعة بشهادتها  أمام الكونغرس في عام 1998حول موضوع «ضعف أمن الحاسوب في الحكومة».

## الاسم
كان الحرف الثاني في اسمها في الأصل عبارة عن صفرًا مقطوعًا، وهو رمز تستخدمه الآلات المُبْرِقَةُ الكاتِبة القديمة، وبعض أنظمة التشغيل، فَوِضع الحرف ليعني صفرًا؛ لذلك فإن اسمها الحديث على الإنترنت، بما في ذلك اسم نطاقها الخاص، هو «لآ0فت»: "l0pht" (مع صفر، وليس الحرف O أو Ø).

## تاريخها
يمكن إرجاع أصل لآ0فت إلى بريان أوبلفيون والكونت زيرو، وهما من الأعضاء المؤسسين، ويتقاسمان مساحة مشتركة لدور علوي (العُليَّةُ) في جنوب مدينة بوسطن مع زوجاتهم، اللتين أدارتا شركة قبعات في نصف المساحة، وهناك قاموا بتجربة حواسيبهم الشخصية الخاصة بهم، والمعدات التي تم شراؤها من سوق السلع المستعملة  في معهد ماساتشوستس للتكنولوجيا(MIT) ، والقطع ذات الأهمية التي تم الحصول عليها من خلال الغوص في مكب النفايات في الأماكن المحليّة.
تأسست لآ0فت في عام 1992، وسرعان ما أصبحت موقعًا لأعضائها لتخزين أجهزة الحاسوب الخاصة بهم، والعمل في مشاريع مختلفة.  ومع مرور الوقت، ترك أعضاء لآ0فت وظائفهم اليومية؛ لبدء مشروع تجاري يسمى لآ0فت للصناعات الثقيلة (L0pht Heavy Industries)، وهي مؤسسة فكرية للقراصنة، وأصدرت الشركة العديد من الإشعارات الأمنية، كما أنتجوا أدوات برمجية مستخدمة على نطاق واسع مثل: لآ0فت كراك (L0phtCrack)، وَ باسورد كراكينق(أداة لكسر كلمات المرور) لنظام التشغيل ويندوز إن تي (Windows NT) ، ووحدة فك الترميز أو التشفير POCSAG، وقرص مدمج (CD) لمجموعة من البرمجيات.
في عام 1997، في الفترة من 8 إلى 10 أغسطس، ناقش مودج، وَبريان أوبليفيون، وَكينغبين، وَسبيس روج، وَستيفان، وَويلد بوند، وَجون تان من لآ0فت، المشاريع والإنجازات الأخيرة، كويندوز إن تي (Windows NT)، والمشاريع الجديدة، والاتجاهات الناشئة، وأوجه القصور في التقنيات، مع جلسة أسئلة وأجوبة في مؤتمر «ما وراء الأمل» في مبنى بوك في مدينة نيويورك.
في أكتوبر عام 1999، ظهرت لآ0فت في مقال مطول في مجلة نيويورك تايمز صنداي، وفي المقال قال جيفري هانكر، مدير حماية المعلومات في مجلس الأمن الوطني آنذاك عن لآ0فت، «إن هدفهم في الأساس هو المساعدة على تحسين حالة الفن في مجال الأمن وأن يكونوا مهووسين، إن جاز التعبير».
وفي يناير عام 2000، اندمجت شركة لآ0فت للصناعات الثقيلة مع الشركة الناشئة «آتْ ستيك (@stake)»، لإكمال عملية الانتقال البطيء لشركة «لآ0فت» من منظمة سرية إلى شركة أمن حاسوب "قرصان أبيض القبعة (whitehat)".  وأعلنت أعلنت شركة سيمانتك(Symantec) عن استحواذها على شركة آتْ ستيك (@stake) في 16 سبتمبر عام 2004، وأنجزت الصفقة في 8 أكتوبر من ذلك العام.
في 14 مارس عام 2008، جلس العديد من أعضاء لآ0فت في لجنة مع مجموعة من محترفي تقنية المعلومات في غرفة الوقوف فقط (standing-room-only) -لشدة الازدحام-، في مَنشَأ: بوسطن (SOURCE:Boston)، وكان من بين الحاضرين: ويلد بوند، وَجون تان، وَمودج، وَسبيس روج، وَسيليكوسيس، وَديلدوغ.

## شهادتهم أمام مجلس الشيوخ الأميركي
في 19 مايو عام 1998، أدلى جميع الأعضاء السبعة في لآ0فت: (برايان أوبليفيون، وَكينجبين، وَمودج، وَسبيس روج، وَستيفان فون نيومان، وَجون تان، وَويلد بوند) بشهاداتهم الشهيرة    أمام الكونغرس في الولايات المتحدة بأن بإمكانهم إغلاق الإنترنت بالكامل في 30 دقيقة،  وأشارت صحيفة واشنطن بوست إلى الرد وَوصفته بأنه «مأساة تفويت الفرصة».
وعقد أربعة أعضاء من المجموعة الأصلية: سبيس روغ، وَويلد بوند، وَكينغبين، وَمودج،  جلسة إحاطة بعنوان «كارثة تم التنبؤ بها - وتم تجاهلها»؛ لإعادة النظر في جلسة الاستماع الأولى على الإطلاق حول الأمن السيبراني للكونغرس، والتي استضافتها أكاديمية الكونغرس للتجمعات عبر الإنترنت. وكانت الإحاطة التي عُقدت في 22 مايو 2018  قد جاءت بعد ما يقارب 20 عامًا من الشهادة الأصلية، وتم بثها على الهواء مباشرة عبر الفيس بوك.      
في مؤتمر ديف كون 26 للقرصنة، الذي عقد في 10 أغسطس 2018، في لاس فيجاس، جلس سبعة من أعضاء لآ0فت في لجنة بعنوان «شهادة لآ0فت، بعد 20 عامًا (وأشياء أخرى كانوا يخشون أن تسأل)». ومن بين الأمور الأخرى شجعت اللجنة الحاضرين على الاستمرار في القرصنة ولكن بشرط البقاء إلى جانب القانون الذي يبقيهم خارج السجن.
وقد استشهد المستشار العام لوكالة الأمن القومي، جلين إس.غيرستيل، بشهادة  من جلسة استماع لآ0فت خلال كلمته الرئيسية في مؤتمر المراجعة السنوية الثامنة والعشرين لنقابة المحامين الأمريكية حول مجال قانون الأمن القومي في 1 نوفمبر عام 2018.

## منتجاتها
نظرًا لأن لآ0فت كانت تشغل حيزا ماديا، فقد كانت تتحمل نفقات حقيقية مثل الكهرباء، والهاتف، والإنترنت، والإيجار. وفي وقت مبكر من تاريخ لآ0فت، قسمت هذه التكاليف بالتساوي بين أعضاء لآ0فت، وفي الواقع أن لآ0فت كانوا يتقاسمون في الأصل المكان أو المساحة مع مشروع تجاري لصنع القبعة تديره زوجتي براين أوبليفيون والكونت زيرو، وكانت تكلفة الإيجار مقسمة فيما بينهما على حد سواء، وسرعان ما تلقى هذا الأمر الدعم بفضل الأرباح التي تحققت من بيع  الأجهزة القديمة في سوق السلع المستعملة الإلكترونية الشهري في معهد ماساتشوستس للتكنولوجيا (MIT) خلال الصيف.
ومن حين لآخر، يتم تقديم حسابات قشرية (شِلْ)(Shell account) بتكلفة منخفضة على خادم L0pht.com لأفراد مختارين؛ ولئن كان هؤلاء الأفراد يستطيعون الوصول إلى الخادم L0pht.com فإنهم ليسوا أعضاء في لآ0فت، وكان من أوائل المنتجات المادية التي تم بيعها بواسطة لآ0فت من أجل الربح هي وحدة فك تشفير POCSAG، والتي تم بيعها في شكل مجموعة وشكل تجميع، وفيما بعد تم نقل أرشيفات Whacked Mac إلى قرص مضغوط للبيع،  وسرعان ما تبعتها نسخ أقراص مدمجة من أرشيفات نظام الزحف الأسود. وتم منح إصدار سطر الأوامر من L0phtCrack ، أداة لكسر كلمات المرور لنظام التشغيل Windows NT، تم منحها مجانَا (بلا مقابل)، ولكن تم بيع إصدار واجهة المستخدم الرسومية كمنتج تجاري، وتبع ذلك إنشاء موقع Hacker News Network لاستضافة الإعلانات، ولكن حتى مع مصادر للدخل كهذه بالكاد استطاعت لآ0فت تدبير مصاريفها، وبدأت في نهاية المطاف في إجراء ترميز أمان مخصص لشركات مثل NFR.  
في يناير 2009، تم الحصول على L0phtCrack من قبل المؤلفين الأصليين زاتكو، وَيسوبال، وَريوكس من شركة سيمانتيك (Symantec)، وتم إصدار L0phtCrack 6 في مؤتمر بوسطنSOURCE في 11 مارس عام 2009، ويحتوي L0phtCrack 6 على دعم منصة ويندوز ذات 64 بت،  بالإضافة إلى ترقية ودعم جداول قوس قزح، وفي 21 أبريل عام 2020 أعلنت شركة تيراهاش أنها قد استحوذت على L0phtCrack ، ولم يتم الكشف عن تفاصيل البيع.

## الأعضاء
تنوعت عضوية لآ0فت ولكن تم إدراجها في أوقات مختلفة: 
- براين أوبلفيون
- الكونت زيرو
- ديلدوغ
- كينغبين
- سيليكوسيس (بول ناش) [1]
- سبيس روغ (كريس توماس) [37]
- ستيفان (ستيفان ووينش) [38]
- ويلد بوند
- مودج - أصبح لاحقا مدير برنامج في وكالة مشاريع البحوث المتطورة الدفاعية (DARPA) وعمل لشركة جوجل [39]
- تان (جون تان)

## روابط خارجية
- Current L0pht homepage
- The Hacker News Network
- L0phtCrack homepage نسخة محفوظة 2012-03-04 على موقع واي باك مشين.
- Black Crawling Systems Archive CD
- Space Rogue's Blog
- Kingpin Empire
- Legacy of the L0pht[وصلة مكسورة] April 9, 2014
- "Hacking Around". PBS NewsHour. 8 مايو 1998. مؤرشف من الأصل في 1999-10-12. اطلع عليه بتاريخ 2015-04-01.
- "U.S. Senate Press Release: Hearings Announced on Computer Security Failures in Government". US Senate. مؤرشف من الأصل في 2011-09-27. اطلع عليه بتاريخ 2015-04-01.
- "The L0pht Legacy" - Security Boulevard
- '90s hacker collective man turned infosec VIP: Internet security hasn't improved in 20 years - The Register